# British Academy Film Award de la meilleure réalisation
Le British Academy Film Award de la meilleure réalisation (British Academy Film Award for Best Direction) est une récompense cinématographique britannique décernée depuis 1969 par la British Academy of Film and Television Arts (BAFTA) lors de la cérémonie annuelle des British Academy Film Awards.
Elle était nommée David Lean Award de 1993 à 2007.

## Palmarès
Note : les gagnants sont indiqués en gras. Les années indiquées sont celles au cours desquelles la cérémonie a eu lieu, soit l'année suivant leur sortie en salles (au Royaume-Uni).
Le symbole « ♕ » rappelle le gagnant et « ♙ » une nomination à l'Oscar de la meilleure réalisation la même année.

### Années 1960
De 1969 à 1992 : Meilleure réalisation.
- 1969 : Mike Nichols pour Le Lauréat (The Graduate) ♕
  - Carol Reed pour Oliver ! (Oliver!) ♕
  - Lindsay Anderson pour If...
  - Franco Zeffirelli pour Roméo et Juliette (Romeo and Juliet) ♙

### Années 1970
- 1970 : John Schlesinger pour Macadam cow-boy (Midnight Cowboy) ♕
  - Peter Yates pour Bullitt
  - Richard Attenborough pour Ah Dieu ! que la guerre est jolie (Oh! What a Lovely War)
  - Ken Russell pour Love (Women in Love) ♙

- 1971 : George Roy Hill pour Butch Cassidy et le Kid (Butch Cassidy and the Sundance Kid) ♙
  - Ken Loach pour Kes
  - Robert Altman pour M*A*S*H (MASH) ♙
  - David Lean pour La Fille de Ryan (Ryan's Daughter)

- 1972 : John Schlesinger pour Un dimanche comme les autres (Sunday Bloody Sunday) ♙
  - Joseph Losey pour Le Messager (The Go-Between)
  - Luchino Visconti pour Mort à Venise (Death in Venice)
  - Miloš Forman pour Taking Off

- 1973 : Bob Fosse pour Cabaret ♕
  - Stanley Kubrick pour Orange mécanique (A Clockwork Orange) ♙
  - William Friedkin pour French Connection (The French Connection) ♕
  - Peter Bogdanovich pour La Dernière Séance (The Last Picture Show) ♙

- 1974 : François Truffaut pour La Nuit américaine ♙
  - Luis Buñuel pour Le Charme discret de la bourgeoisie
  - Fred Zinnemann pour Chacal (The Day of the Jackal)
  - Nicolas Roeg pour Ne vous retournez pas (Don't Look Now)

- 1975 : Roman Polanski pour Chinatown ♙
  - Francis Ford Coppola pour Conversation secrète (The Conversation)
  - Louis Malle pour Lacombe Lucien
  - Sidney Lumet pour Le Crime de l'Orient-Express (Murder on the Orient Express)
  - Sidney Lumet pour Serpico

- 1976 : Stanley Kubrick pour Barry Lyndon ♙
  - Steven Spielberg pour Les Dents de la mer (Jaws)
  - Sidney Lumet pour Un après-midi de chien (Dog Day Afternoon) ♙
  - Martin Scorsese pour Alice n'est plus ici (Alice Doesn't Live Here Anymore)

- 1977 : Miloš Forman pour Vol au-dessus d'un nid de coucou (One Flew Over the Cuckoo's Nest) ♕
  - Alan J. Pakula pour Les Hommes du président (All the President's Men) ♙
  - Martin Scorsese pour Taxi Driver
  - Alan Parker pour Bugsy Malone

- 1978 : Woody Allen pour Annie Hall ♕
  - John G. Avildsen pour Rocky ♕
  - Sidney Lumet pour Main basse sur la TV (Network) ♙
  - Richard Attenborough pour Un pont trop loin (A Bridge Too Far)

- 1979 : Alan Parker pour Midnight Express ♙
  - Steven Spielberg pour Rencontres du troisième type (Close Encounters of the Third Kind) ♙
  - Fred Zinnemann pour Julia ♙
  - Robert Altman pour Un mariage (A Wedding)

### Années 1980
- 1980 : Francis Ford Coppola pour Apocalypse Now ♙
  - Michael Cimino pour Voyage au bout de l'enfer pour The Deer Hunter) ♕
  - Woody Allen pour Manhattan
  - John Schlesinger pour Yanks

- 1981 : Akira Kurosawa pour Kagemusha, l'ombre du guerrier (影武者)
  - David Lynch pour Elephant Man (The Elephant Man) ♙
  - Alan Parker pour Fame
  - Robert Benton pour Kramer contre Kramer (Kramer vs. Kramer) ♕

- 1982 : Louis Malle pour Atlantic City ♙
  - Hugh Hudson pour Les Chariots de feu (Chariots of Fire) ♙
  - Karel Reisz pour La Maîtresse du lieutenant français (The French Lieutenant's Woman)
  - Bill Forsyth pour Une fille pour Gregory (Gregory's Girl)

- 1983 : Richard Attenborough pour Gandhi ♕
  - Steven Spielberg pour E.T. l'extra-terrestre (E.T. the Extra-Terrestrial) ♙
  - Costa-Gavras pour Missing
  - Mark Rydell pour La Maison du lac (On Golden Pond) ♙

- 1984 : Bill Forsyth pour Local Hero
  - Sydney Pollack pour Tootsie ♙
  - Martin Scorsese pour La Valse des pantins (The King of Comedy)
  - James Ivory pour Chaleur et poussière (Heat and Dust)

- 1985 : Wim Wenders pour Paris, Texas
  - Sergio Leone pour Il était une fois en Amérique (Once Upon a Time in America)
  - Roland Joffé pour La Déchirure (The Killing Fields) ♙
  - Peter Yates pour L'Habilleur (The Dresser) ♙

- 1986 : Aucune récompense

- 1987 : Woody Allen pour Hannah et ses sœurs (Hannah and Her Sisters) ♙
  - Roland Joffé pour Mission (The Mission) ♙
  - Neil Jordan pour Mona Lisa
  - James Ivory pour Chambre avec vue (A Room With a View) ♙

- 1988 : Oliver Stone pour Platoon ♕
  - Claude Berri pour Jean de Florette
  - John Boorman pour La Guerre à sept ans (Hope and Glory) ♙
  - Richard Attenborough pour Cry Freedom

- 1989 : Louis Malle pour Au revoir les enfants
  - Bernardo Bertolucci pour Le Dernier Empereur (The Last Emperor) ♕
  - Charles Crichton pour Un Poisson nommé Wanda (A Fish Called Wanda) ♙
  - Gabriel Axel pour Le Festin de Babette (Babettes Gaestebud)

### Années 1990
- 1990 : Kenneth Branagh pour Henry V ♙
  - Stephen Frears pour Les Liaisons dangereuses (Dangerous Liaisons)
  - Peter Weir pour Le Cercle des poètes disparus (Dead Poets Society) ♙
  - Alan Parker pour Mississippi Burning ♙

- 1991 : Martin Scorsese pour Les Affranchis (GoodFellas) ♙
  - Woody Allen pour Crimes et délits (Crimes and Misdemeanors) ♙
  - Bruce Beresford pour Miss Daisy et son chauffeur (Driving Miss Daisy)
  - Giuseppe Tornatore pour Cinema Paradiso (Nuovo cinema Paradiso)

De 1992 à 2007 : David Lean Award de la meilleure réalisation.
- 1992 : Alan Parker pour Les Commitments (The Commitments)
  - Jonathan Demme pour Le Silence des agneaux (The Silence of the Lambs) ♕
  - Ridley Scott pour Thelma et Louise (Thelma & Louise) ♙
  - Kevin Costner pour Danse avec les loups (Dances with Wolves) ♕

- 1993 : Robert Altman pour The Player ♙
  - Clint Eastwood pour Impitoyable (Unforgiven) ♕
  - Neil Jordan pour The Crying Game ♙
  - James Ivory pour Retour à Howards End (Howards End) ♙

- 1994 : Steven Spielberg pour La Liste de Schindler (Schindler's List) ♕
  - Jane Campion pour La Leçon de piano (The Piano) ♙
  - James Ivory pour Les Vestiges du jour (The Remains of the Day) ♙
  - Richard Attenborough pour Les Ombres du cœur (Shadowlands)

- 1995 : Mike Newell pour Quatre mariages et un enterrement (Four Weddings and a Funeral)
  - Robert Zemeckis pour Forrest Gump ♕
  - Quentin Tarantino pour Pulp Fiction ♙
  - Krzysztof Kieslowski pour Trois Couleurs : Rouge ♙

- 1996 : Michael Radford pour Le Facteur (Il Postino) ♙
  - Mel Gibson pour Braveheart ♕
  - Ang Lee pour Raison et Sentiments (Sense and Sensibility)
  - Nicholas Hytner pour La Folie du roi George (The Madness of King George)

- 1997 : Joel Coen pour Fargo ♙
  - Anthony Minghella pour Le Patient anglais (The English Patient) ♕
  - Scott Hicks pour Shine ♙
  - Mike Leigh pour Secrets et Mensonges (Secrets & Lies) ♙

- 1998 : Baz Luhrmann pour Roméo + Juliette (William Shakespeare's Romeo + Juliet)
  - James Cameron pour Titanic ♕
  - Peter Cattaneo pour The Full Monty - Le Grand Jeu (The Full Monty) ♙
  - Curtis Hanson pour L.A. Confidential ♙

- 1999 : Peter Weir pour The Truman Show ♙
  - John Madden pour Shakespeare in Love ♙
  - Shekhar Kapur pour Elizabeth
  - Steven Spielberg pour Il faut sauver le soldat Ryan (Saving Private Ryan) ♕

### Années 2000
- 2000 : Pedro Almodóvar pour Tout sur ma mère (Todo sobre mi madre)
  - Sam Mendes pour American Beauty ♕
  - M. Night Shyamalan pour Sixième Sens (The Sixth Sense) ♙
  - Anthony Minghella pour Le Talentueux Mr Ripley (The Talented Mr. Ripley)
  - Neil Jordan pour La Fin d'une liaison (The End of the Affair)

- 2001 : Ang Lee pour Tigre et Dragon (卧虎藏龙) ♙
  - Steven Soderbergh pour Traffic ♕
  - Steven Soderbergh pour Erin Brockovich, seule contre tous (Erin Brockovich) ♙
  - Ridley Scott pour Gladiator ♙
  - Stephen Daldry pour Billy Elliot ♙

- 2002 : Peter Jackson pour Le Seigneur des anneaux : La Communauté de l'anneau (The Lord of the Rings: The Fellowship of the Ring) ♙
  - Ron Howard pour Un homme d'exception (A Beautiful Mind) ♕
  - Baz Luhrmann pour Moulin Rouge (Moulin Rouge!)
  - Robert Altman pour Gosford Park ♙
  - Jean-Pierre Jeunet pour Le Fabuleux Destin d'Amélie Poulain

- 2003 : Roman Polanski pour Le Pianiste (The Pianist) ♕
  - Rob Marshall pour Chicago ♙
  - Stephen Daldry pour The Hours ♙
  - Peter Jackson pour Le Seigneur des anneaux : Les Deux Tours (The Lord of the Rings: The Two Towers)
  - Martin Scorsese pour Gangs of New York ♙

- 2004 : Peter Weir pour Master and Commander : De l'autre côté du monde (Master and Commander: The Far Side of the World) ♙
  - Peter Jackson pour Le Seigneur des anneaux : Le Retour du roi (The Lord of the Rings: The Return of the King) ♕
  - Sofia Coppola pour Lost in Translation ♙
  - Anthony Minghella pour Retour à Cold Mountain (Cold Mountain)
  - Tim Burton pour Big Fish

- 2005 : Mike Leigh pour Vera Drake ♙
  - Martin Scorsese pour Aviator (The Aviator) ♙
  - Marc Forster pour Neverland (Finding Neverland)
  - Michael Mann pour Collatéral (Collateral)
  - Michel Gondry pour Eternal Sunshine of the Spotless Mind

- 2006 : Ang Lee pour Le Secret de Brokeback Mountain (Brokeback Mountain) ♕
  - George Clooney pour Good Night and Good Luck ♙
  - Paul Haggis pour Collision (Crash) ♙
  - Fernando Meirelles pour The Constant Gardener
  - Bennett Miller pour Truman Capote (Capote) ♙

- 2007 : Paul Greengrass pour Vol 93 (United 93) ♙
  - Martin Scorsese pour Les Infiltrés (The Departed) ♕
  - Stephen Frears pour The Queen ♙
  - Alejandro González Iñárritu pour Babel ♙
  - Jonathan Dayton et Valerie Faris pour Little Miss Sunshine

Depuis 2008 : Meilleure réalisation.
- 2008 : Ethan et Joel Coen pour No Country for Old Men ♕
  - Joe Wright pour Reviens-moi (Atonement)
  - Paul Greengrass pour La Vengeance dans la peau (The Bourne Ultimatum)
  - Florian Henckel von Donnersmarck pour La Vie des autres (Das Leben der Anderen)
  - Paul Thomas Anderson pour There Will Be Blood ♙

- 2009 : Danny Boyle pour Slumdog Millionaire ♕
  - Clint Eastwood pour L'Échange (Changeling)
  - David Fincher pour L'Étrange Histoire de Benjamin Button (The Curious Case of Benjamin Button) ♙
  - Ron Howard pour Frost/Nixon ♙
  - Stephen Daldry pour The Reader ♙

### Années 2010
- 2010 : Kathryn Bigelow pour Démineurs (The Hurt Locker) ♕
  - James Cameron pour Avatar ♙
  - Lone Scherfig pour Une éducation (An Education)
  - Quentin Tarantino pour Inglourious Basterds ♙
  - Neill Blomkamp pour District 9

- 2011 : David Fincher pour The Social Network ♙
  - Danny Boyle pour 127 heures (127 Hours)
  - Darren Aronofsky pour Black Swan ♙
  - Tom Hooper pour Le Discours d'un roi (The King's Speech) ♕
  - Christopher Nolan pour Inception ♙

- 2012 : Michel Hazanavicius pour The Artist
  - Tomas Alfredson pour La Taupe (Tinker, Tailor, Soldier, Spy)
  - Lynne Ramsay pour We Need to Talk About Kevin
  - Martin Scorsese pour Hugo Cabret (Hugo)
  - Nicolas Winding Refn pour Drive

- 2013 : Ben Affleck pour Argo
  - Kathryn Bigelow pour Zero Dark Thirty
  - Michael Haneke pour Amour
  - Ang Lee pour L'Odyssée de Pi (Life of Pi)
  - Quentin Tarantino pour Django Unchained

- 2014 : Alfonso Cuarón pour Gravity
  - Paul Greengrass pour Capitaine Phillips (Captain Phillips)
  - Steve McQueen pour Twelve Years a Slave
  - David O. Russell pour American Bluff (American Hustle)
  - Martin Scorsese pour Le Loup de Wall Street (The Wolf of Wall Street)

- 2015 : Richard Linklater pour Boyhood
  - Wes Anderson pour The Grand Budapest Hotel
  - Damien Chazelle pour Whiplash
  - Alejandro González Iñárritu pour Birdman
  - James Marsh pour Une merveilleuse histoire du temps (The Theory of Everything)

- 2016 : Alejandro González Iñárritu pour The Revenant
  - Todd Haynes pour Carol
  - Adam McKay pour The Big Short : Le Casse du siècle (The Big Short)
  - Ridley Scott pour Seul sur Mars (The Martian)
  - Steven Spielberg pour Le Pont des espions (Bridge of Spies)

- 2017 : Damien Chazelle pour La La Land
  - Tom Ford pour Nocturnal Animals
  - Ken Loach pour Moi, Daniel Blake (I, Daniel Blake)
  - Kenneth Lonergan pour Manchester by the Sea
  - Denis Villeneuve pour Premier Contact (Arrival)

- 2018 : Guillermo del Toro pour La Forme de l'eau (The Shape of Water)
  - Denis Villeneuve pour Blade Runner 2049
  - Luca Guadagnino pour Call Me by Your Name
  - Christopher Nolan pour Dunkerque (Dunkirk)
  - Martin McDonagh pour Three Billboards : Les Panneaux de la vengeance (Three Billboards Outside Ebbing, Missouri)

- 2019 : Alfonso Cuarón pour Roma
  - Spike Lee pour BlacKkKlansman : J'ai infiltré le Ku Klux Klan
  - Paweł Pawlikowski pour Cold War
  - Yórgos Lánthimos pour La Favorite
  - Bradley Cooper pour A Star Is Born

### Années 2020
- 2020 : Sam Mendes pour 1917
  - Martin Scorsese pour The Irishman
  - Todd Phillips pour Joker
  - Quentin Tarantino pour Once Upon a Time… in Hollywood
  - Bong Joon-ho pour Parasite

- 2021 : Chloé Zaho pour Nomadland
  - Thomas Vinterberg pour Drunk
  - Shannon Murphy pour Milla
  - Lee Isaac Chung pour Minari
  - Jasmila Žbanić pour Quo vadis, Aida ?
  - Sarah Gavron pour Rocks

- 2022 : Jane Campion pour The Power of the Dog
  - Paul Thomas Anderson – Licorice Pizza
  - Audrey Diwan – L'Événement
  - Julia Ducournau – Titane
  - Ryusuke Hamaguchi – Drive My Car
  - Aleem Khan – After Love

- 2023 : Edward Berger pour À l'Ouest, rien de nouveau (All Quiet on the Western Front)
  - Park Chan-wook pour Decision to Leave
  - Les Daniels pour Everything Everywhere All at Once
  - Todd Field pour Tár
  - Gina Prince-Bythewood pour The Woman King
  - Martin McDonagh pour Les Banshees d'Inisherin

- 2024 : Christopher Nolan pour Oppenheimer
  - Justine Triet pour Anatomie d'une chute
  - Andrew Haigh pour Sans jamais nous connaître
  - Alexander Payne pour Winter Break
  - Bradley Cooper pour Maestro
  - Jonathan Glazer pour La Zone d'intérêt
- 2025 : Brady Corbet pour The Brutalist
  - Jacques Audiard – Emilia Pérez
  - Sean Baker – Anora
  - Edward Berger – Conclave
  - Coralie Fargeat – The Substance
  - Denis Villeneuve – Dune, deuxième partie

## Statistiques

### Nominations multiples
8 : Martin Scorsese
5 : Richard Attenborough, Alan Parker, Steven Spielberg
4 : Woody Allen,  Robert Altman, James Ivory, Ang Lee
3 : Stephen Daldry, Paul Greengrass, Peter Jackson, Neil Jordan, Sidney Lumet, Louis Malle, Anthony Minghella, John Schlesinger, Quentin Tarantino, Peter Weir
2 : Kathryn Bigelow, Danny Boyle, James Cameron, Joel Coen, Francis Ford Coppola, Clint Eastwood, David Fincher, Miloš Forman, Bill Forsyth, Stephen Frears, Alejandro González Iñárritu, Ron Howard, Roland Joffé, Stanley Kubrick, Mike Leigh, Baz Luhrmann, Roman Polanski, Ridley Scott, Steven Soderbergh, Peter Yates, Fred Zinnemann

### Récompenses multiples
2 : Woody Allen, Ang Lee, Alan Parker, John Schlesinger, Peter Weir